# Scutellaria alpina
Scutellaria alpina  es una planta herbácea de la familia Lamiaceae.

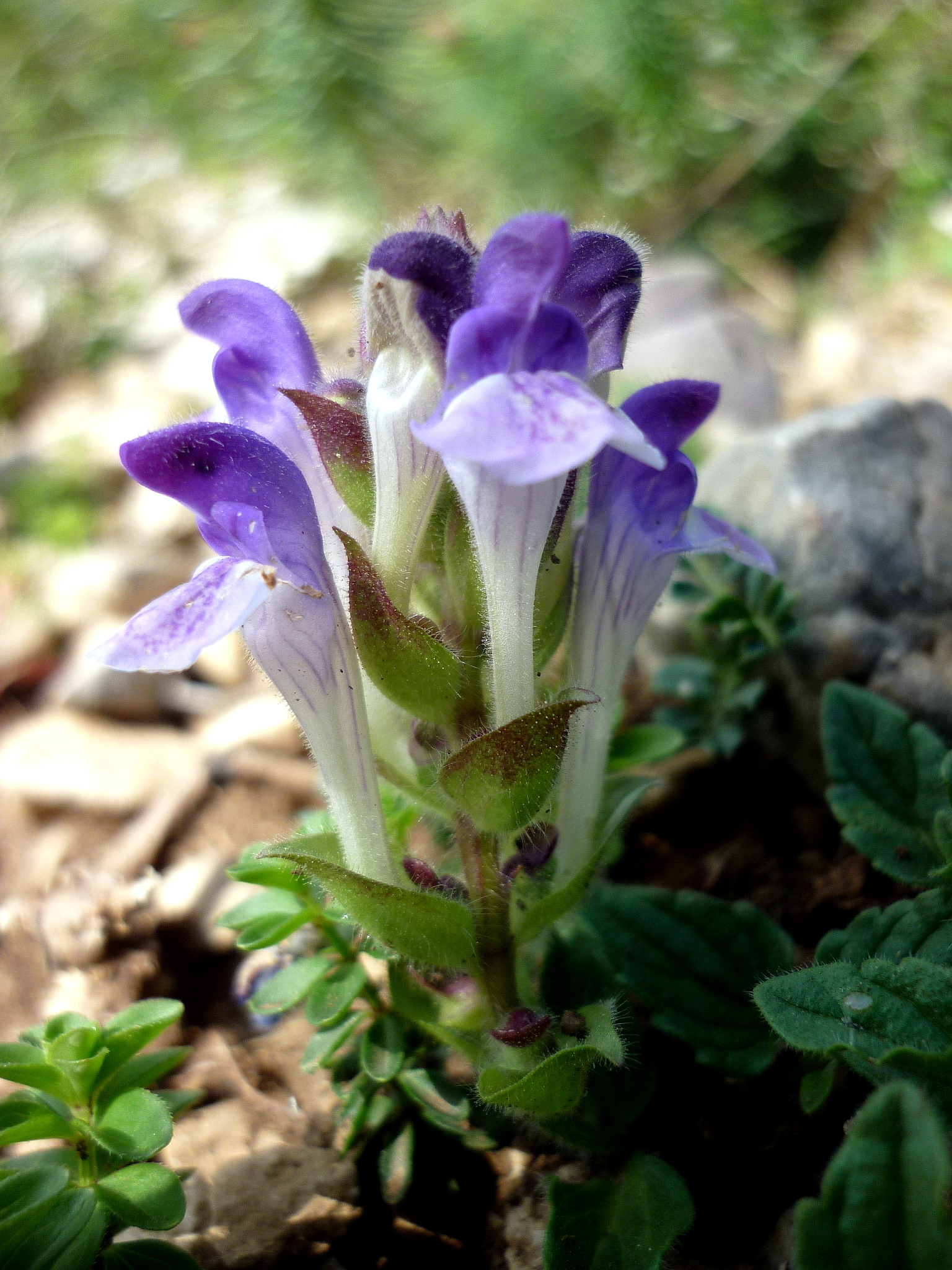
Inflorescencia

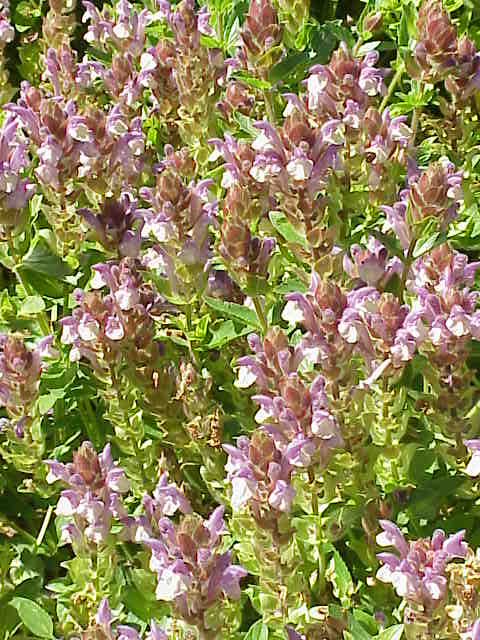
En su hábitat

## Descripción
Hierba vivaz. Tallos ascendentes, simples o algo ramosos, cuadrángulares, más o menos pelosos. Hojas opuestas, ovadas, crenadas, glabras o algo pelosas de hasta 2,5 cm de longitud. Flores dispuestas en falsos verticilos al final de los tallos, verticales; cáliz tubular-acampanado, rematado en 5 dientes; corola tubular, bilabiada, erguida, azul en la parte superior y blanquecina en la inferior, de hasta 25(-30) mm de longitud. Fruto formado por 4 nuececillas. Florece en el verano.

## Distribución y hábitat
En Asia  en Siberia, Kazajistán y Mongolia. En Europa en Alemania, Suiza, Rusia, Albania, Bulgaria, Serbia, Grecia, Italia, Rumanía, Francia y España. 

En las zonas de montaña.

## Taxonomía
Scutellaria alpina fue descrita por Carlos Linneo  y publicada en Sp. Pl. 2: 599. 1753
Etimología
Scutellaria: nombre genérico que deriva de la  palabra griega: escutella que significa "un pequeño plato, bandeja o plato", en referencia a los sépalos que aparecen de esta manera durante el período de fructificación.
alpina: epíteto geográfico que alude a su localización en las montañas.
Citología
Número de cromosomas de Scutellaria alpina  (Fam. Labiatae) y táxones infraespecíficos: n=22.
Sinonimia
- Cassida alpina (L.) Moench, Suppl. Meth.: 144 (1802).
- Scutellaria lupulina L., Sp. Pl.: 835 (1753).
- Scutellaria variegata A.Spreng., Tent. Suppl.: 16 (1828).
- Scutellaria viscida A.Spreng., Tent. Suppl.: 15 (1828).
- Scutellaria compressa A.Ham., Esq. Monogr. Scutellaria: 29 (1832).
- Scutellaria albida Benth. in A.P.de Candolle, Prodr. 12: 420 (1848).
- Scutellaria jabalambrensis Pau, Not. Bot. Fl. Españ. 2: 35 (1889), nom. inval.[7]

## Nombres comunes
- Castellano: hierba de la celada, tercianaria alpina, tercianera.[5]